# Franca Stagi
Franca Stagi (Modena, 26 augustus 1937 – aldaar, 11 december 2008) was een Italiaanse architecte. Na een samenwerking met de architect Cesare Leonardi werkte zij zelfstandig in de restauratie van oude gebouwen, voornamelijk in haar stad Modena.

## Biografie
Stagi is in 1962 afgestudeerd als architect aan de Politecnico di Milano en heeft in datzelfde jaar haar beroepskwalificatie behaald.
In 1963 trad zij toe tot de Orde van Architecten van Bologna en opende een architectenbureau in Modena met de architect Cesare Leonardi (1935-), met wie zij samenwerkte tot 1984. Zij waren gespecialiseerd in architectuur, stedenbouw en industriële vormgeving.
Aanvankelijk ontwierp zij, in samenwerking met Cesare Leonardi, onder meer het aquacentrum van Vignola, het aquacentrum van Mirandola, het park van Amendola in Modena en het park van Pontesanto in Imola. Zij wonnen ook belangrijke openbare wedstrijden, zoals het Park van het Verzet in Modena en het kerkhof van San Cataldo.
In 1982 publiceerden zij L'architettura degli alberi, waarin meer dan 200 boomsoorten werden bestudeerd met talrijke illustraties, schaduwanalyses en chromatische variaties voor de inrichting van groene ruimten. De Fondation Cartier pour l'art contemporain geeft het boek in 2019 in het Frans uit onder de titel L'architecture des arbres.
In de jaren zestig en zeventig creëerden zij meubelen, verlichting en andere decoratieve voorwerpen, met gebruikmaking van materialen zoals glasvezelversterkte kunststof die economisch, resistent en esthetisch aantrekkelijk waren.
De Dondolo-schommelstoel, ontworpen in 1968, werd gegoten uit één stuk glasvezel en gepresenteerd op de tentoonstelling Italië: Het Nieuwe Huiselijke Landschap in New York in 1972.
Samen ontwierpen zij de Ruban CL9-fauteuil voor Bernini in 1961, bestaande uit een doorlopende strook glasvezel ondersteund door een verchroomde stalen buis.
Voor Fiarm Italië creëerden zij in 1970 de Kappa-salontafel, ook van glasvezel. De bovenkant is gevouwen als een origami, waardoor in het midden een lege ruimte ontstaat voor het opbergen van tijdschriften.
Van 1985 tot haar dood in 2008 werkte Franca Stagi onafhankelijk. Zij legde zich toe op de restauratie en het herstel van historische architectonische elementen in stedelijke centra. In het historische centrum van Modena zijn onder meer de volgende projecten uitgevoerd: de restauratie van het Foro Boario, zetel van de faculteit economie en handel van de universiteit van Modena, de restauratie van de kerk en het college van San Carlo, de wijk San Paolo, de herbestemming van het Sant'Eufemia-complex tot universitair instituut, de herinrichting van het Palazzo dei Musei, de restauratie van de stadsschouwburg en van de synagoge op het Piazza Mazzini. Zij bouwde ook de kleuterschool Sandra Forghiei in Modena.
Buiten Modena leidde zij de restauratie van de kathedraal van Santa Maria Assunta in Carpi.
Zij publiceerde de grote portiek van Piazza d'Armi in samenwerking met Patrizia Curti.
Na haar dood in 2008 schonk de familie het beroepsarchief van Stagi aan het gemeentebestuur van Modena. Ze worden bewaard in de Luigi Poletti-bibliotheek, die in 2012 een tentoonstelling van acht restauratieprojecten organiseert, Il progetto continuo: i restauri di Franca Stagi per Modena (Het doorlopende project: Franca Stagi's restauraties voor Modena).
Zij is de echtgenote van senator Arrigo Morandi.

## Werken
Werken van Stagi en Cesari zijn te zien in het Moma, het Designmuseum van Brussel, het Nationaal Museum van Noorwegen, het Vitra design museum, en andere.
Beide architecten namen deel aan de Internationale Meubeltentoonstellingen 1968-69 in Milaan en Keulen en aan de tentoonstelling Design for Living, Italian Style in 1970 in Londen. De Dondolo-schommelstoel werd voor het eerst tentoongesteld op de Salone del Mobile Italiano in Milaan in 1968, en later op de tentoonstelling Modern Chairs 1918-1970 van de Whitechapel Gallery in 1970, Italië: Het Nieuwe Huiselijke Landschap in New York in 1972 en de tentoonstelling Design Since 1945 van het Philadelphia Museum of Art in 1983-1984.